# Rhizophore

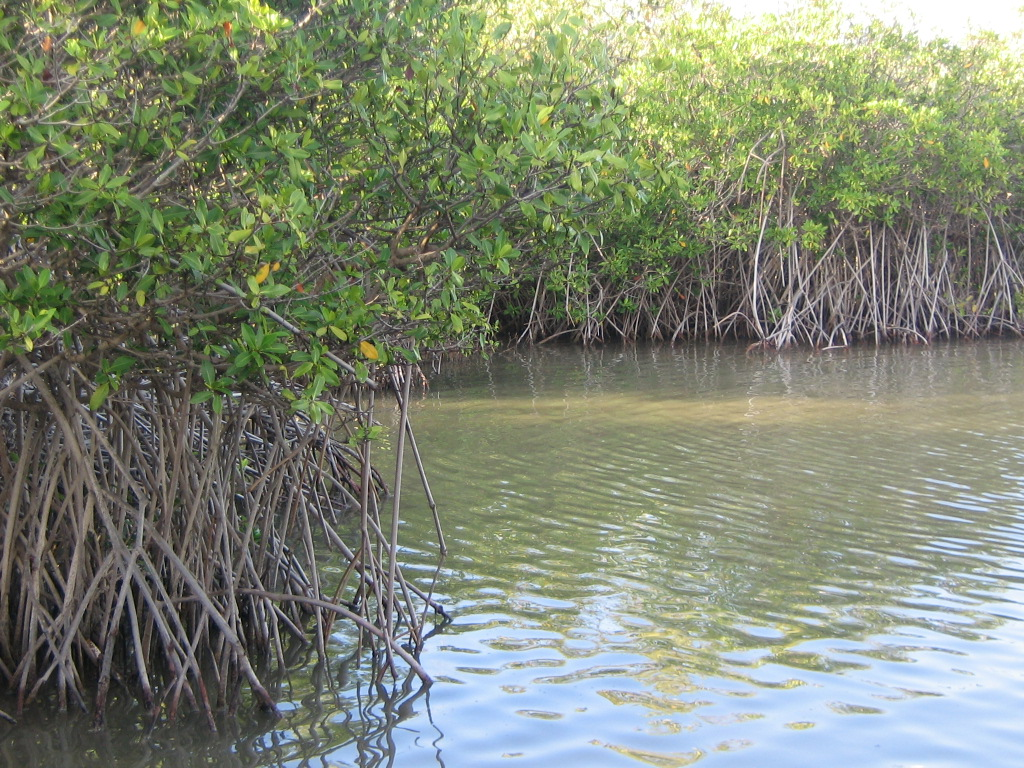
Rhizophores de palétuviers rouges dans une mangrove

Un rhizophore est une ramification d'une tige jouant le rôle d'une « racine porteuse aérienne ». Leur structure est considérée comme intermédiaire entre une tige et une racine. On les trouve dans les mangroves où les palétuviers en sont pourvus. Chez les Lycophytes, les espèces du genre Selaginella peuvent également former des rhizophores.

## Étymologie
Le nom rhizophore est composé à partir des mots grecs ρίζα / rhiza), racine, et φόρων / foron, porter.

## Description

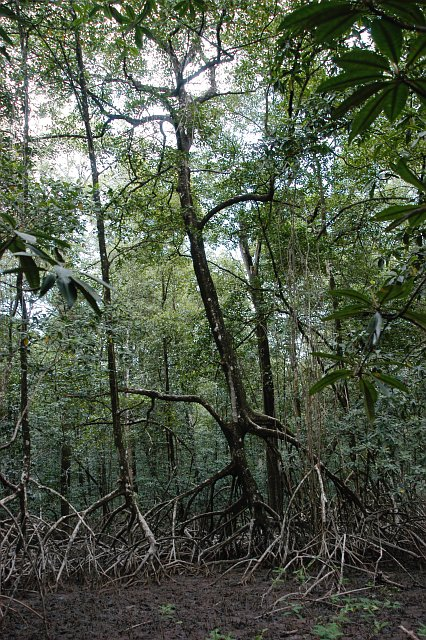
Forêt de palétuviers soutenus grâce à leurs rhizophores

De sections cylindriques, les rhizophores sont dépourvus de feuilles. Ils sont divisés de manière dichotomique quand ils rencontrent une surface dure telle que le sol. La coupe transversale du cylindre central de ces organes est formée d'une large moelle entourée de nombreux faisceaux formant des fibres. Leur formation est due à une  expansion apicale, sans bourgeons terminaux.

## Rôle
Dans les mangroves, les espèces présentes ont des rhizophores qui leur servent de pilotis pour bien se maintenir.